# Johan Olsson
Johan Arne Olsson (Skultuna, 19 de marzo de 1980) es un deportista sueco que compite en esquí de fondo. Está casado con la esquiadora Anna Dahlberg.
Participó en tres Juegos Olímpicos de Invierno, obteniendo en total seis medallas: bronce en Turín 2006, en la prueba de relevo (junto con Mats Larsson, Anders Södergren y Mathias Fredriksson); tres en Vancouver 2010, oro en el relevo (con Daniel Rickardsson, Anders Södergren y Marcus Hellner) y bronce en los 30 km y los 50 km, y dos en Sochi 2014, oro en el relevo (con Lars Nelson, Daniel Rickardsson y Marcus Hellner) y plata en los 15 km.
Ganó ocho medallas en el Campeonato Mundial de Esquí Nórdico entre los años 2011 y 2017.

## Palmarés internacional
| Juegos Olímpicos   | Juegos Olímpicos       | Juegos Olímpicos  | Juegos Olímpicos |
| Año                | Lugar                  | Medalla           | Prueba           |
| ------------------ | ---------------------- | ----------------- | ---------------- |
| 2006               | Turín (Italia)         | Medalla de bronce | Relevo 4 × 10 km |
| 2010               | Vancouver (Canadá)     | Medalla de oro    | Relevo 4 × 10 km |
| 2010               | Vancouver (Canadá)     | Medalla de bronce | 30 km            |
| 2010               | Vancouver (Canadá)     | Medalla de bronce | 50 km            |
| 2014               | Sochi (Rusia)          | Medalla de oro    | Relevo 4 × 10 km |
| 2014               | Sochi (Rusia)          | Medalla de plata  | 15 km            |
| Campeonato Mundial |                        |                   |                  |
| Año                | Lugar                  | Medalla           | Prueba           |
| 2011               | Oslo (Noruega)         | Medalla de plata  | Relevo 4 × 10 km |
| 2013               | Val di Fiemme (Italia) | Medalla de oro    | 50 km            |
| 2013               | Val di Fiemme (Italia) | Medalla de plata  | 15 km            |
| 2013               | Val di Fiemme (Italia) | Medalla de plata  | Relevo 4 × 10 km |
| 2015               | Falun (Suecia)         | Medalla de oro    | 15 km            |
| 2015               | Falun (Suecia)         | Medalla de plata  | Relevo 4 × 10 km |
| 2015               | Falun (Suecia)         | Medalla de bronce | 50 km            |
| 2017               | Lahti (Finlandia)      | Medalla de bronce | Relevo 4 × 10 km |